# 폴리우토

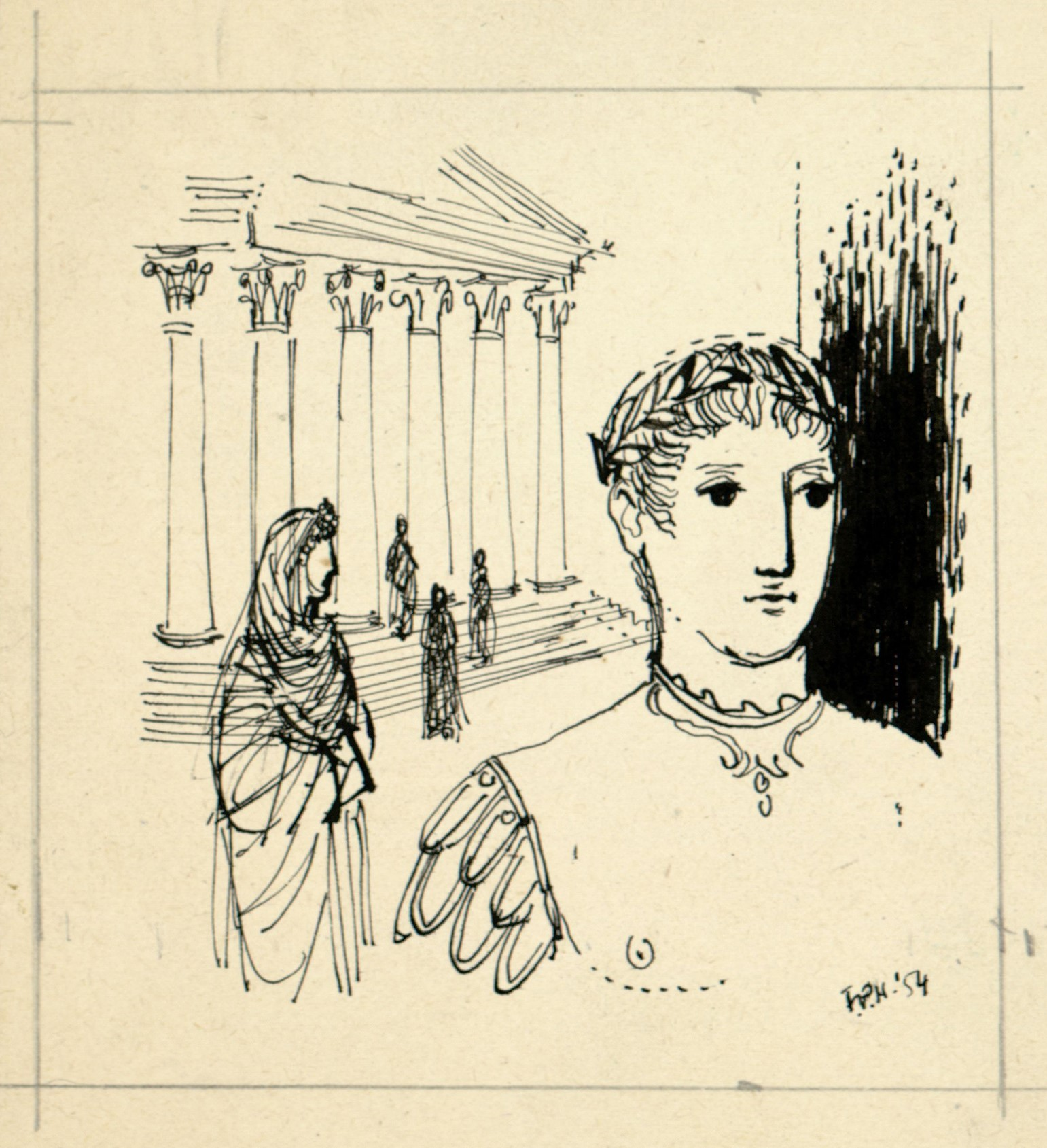

폴리우토(이탈리아어: Poliuto)는 가에타노 도니체티가 작곡한 3막의 서정 비극, 혹은 비극 오페라이다. 살바토레 캄마라노는 피에르 코르네유의 희곡, 《폴뤽트》를 기초로 이탈리아어 대본을 작성하였다. 이 작품은 1838년에 작곡되었고, 1848년 11월 30일, 나폴리의 산 카를로 극장에서 초연되었다.
1838년에 리허설이 있을 때, 이 작품이 무대 위에서 성자들의 순교 장면을 보여준다는 이유로 검열관들에 의해 금지되었다. 도니제티는 이를 파리 오페라를 위하여 《순교자들》이라는 제목으로 프랑스어 대본으로 수정하고 확장하였다. 폴리우토는 도니제티의 죽음 이후까지 원래의 판본으로 공연되지 않았다.

## 등장인물
- 폴리우토, 기독교인으로 개종한 로마인, 테너
- 파올리나, 폴리우토의 아내, 소프라노
- 세베로, 로마의 proconsul, 바리톤
- 펠리체, 파올리나의 아버지, 아르메니아의 총독관, 테너
- 칼리스테네, 주피터 신의 제사장, 베이스
- 네아르코, 기독교인 폴리우토의 친구, 테너
- 두 기독교인, 테너
- 기독교인들, 주피터 신의 사제들, 아르메니안인들, 로마 병사들, magistrates,

## 줄거리

### 1막
- 1장: 어두운 동굴

한 기독교인 집단이 비밀리에 폴리우토의 침례를 구경하기 위해서 모여들었고, 그들은 서로에게 그들이 소명받을 때까지 신중하게 행동하라고 말한다.
- 2장: 멜리테네에 대규모 공공 광장

### 2막
- 1장: 외곽의 펠리체의 집
- 2장:주피터 신전

### 3막
- 1장: 성지 마당
- 2장: 원형자의 지하 감옥
- 3장: 성문이 열리고, 사람들로 가득찬 원형극장이 보인다.